# 東海大学自然史博物館
東海大学自然史博物館（とうかいだいがくしぜんしはくぶつかん、英称：Natural History Museum, Social Education Center TOKAI University）は、東海大学社会教育センターが社会教育活動の一環として活動する施設の一つである。2022年度で閉館となる。

## 概要
当館と東海大学海洋科学博物館の2つの博物館と三保研修館（宿泊・集会・研修施設）の3施設を中心とした社会教育活動を学芸員を配置し展開している。大学本体は、近傍にキャンパスを置く海洋学部を通じて海洋に関する教育研究を行っており、教育研究の利用に共する施設群であるとともに、この知識を広く一般市民に啓蒙普及することを目的として運営している自然史博物館である。
開館の端緒は、1973年に東海大学と読売新聞社の共催による『大恐竜展』で分散開催された建屋（現在の静岡市清水区三保）とソビエト科学アカデミーが所蔵するレプリカの恐竜化石標本を活用する形で開館された（もう一方は、東京・上野の国立科学博物館での開催）。
現在の建屋（旧・東海大学人体科学博物館）は、元逓信省経理局営繕課長である建築家の山田守によるもの。
施設老朽化と2026年4月にオープンする静岡市の海洋文化施設「海洋・地球総合ミュージアム（仮称）」で市と連携することから、当館と海洋科学博物館の一般公開を2023年3月で終了することになった。

## 沿革
- 1981年10月 前身の恐竜館が開館[5]。
- 1983年5月 地球館を併設[5]。
- 1986年11月 自然史博物館研究報告第1号を発行。
- 1993年1月 東海大学自然史博物館と改称。
- 2001年11月12日 再リニューアル・オープンに向けて計画閉館。
- 2002年1月2日 閉館した東海大学人体科学博物館（2000年10月30日閉館）の建屋へ移設し再リニューアル・オープン[5]。
- 2015年4月1日 本学の大学生（短大生は除く）は入館料無償化へ移行。
- 2023年3月 閉館[1][2]。

## 交通アクセス
電車・バスの利用
- JR東海道線・清水駅下車。
- しずてつジャストライン 3番のりば『東海大学三保水族館』行きバスに乗車、終点を下車。徒歩1分。

車の利用
- 東名高速道路・清水インターを下りて、湾岸道路を経由し三保街道を通って約30分程度。
- 東名高速道路・静岡インターを下りて、久能街道（いちご街道）を通って約30分程度。

## 関連項目

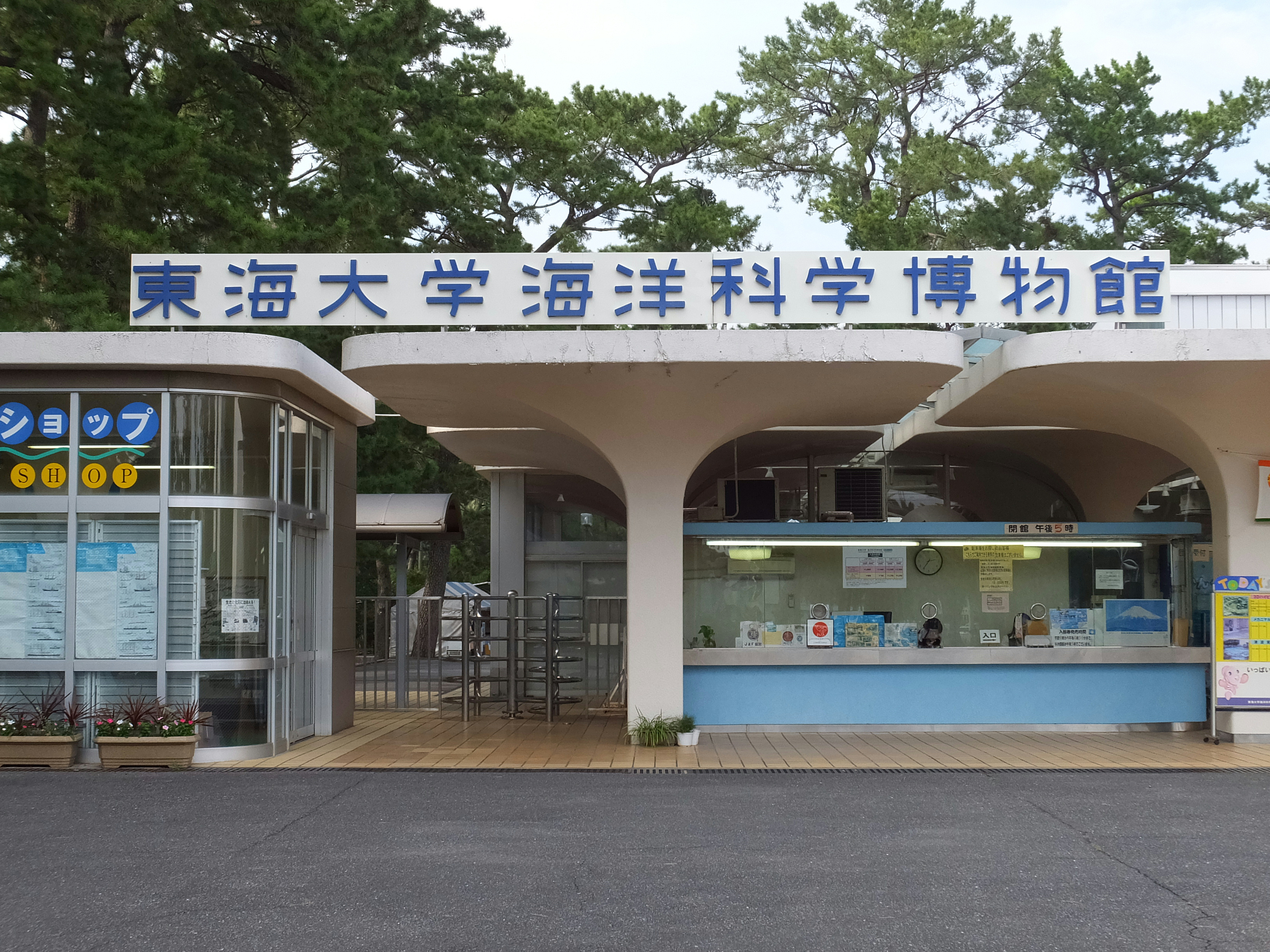
東海大学海洋科学博物館